# Bye Bye Baby (Madonna-dal)
A Bye Bye Baby című dal Madonna amerikai énekesnő 1993. november 15-én megjelent hatodik, és egyben utolsó kimásolt kislemeze az ötödik Erotica című stúdióalbumáról, mely az Egyesült Államokon kívül jelent meg. A dalt Madonna, Shep Pettibone, és Anthony Shimkin írta.  A producerek pedig Madonna és Pettibone voltak. A dalt Madonna akkori S&M gondolatai ihlették. A dal zenei alapja LL Cool J 1990-es "Jingling Baby" című dalából valók. A dalban Madonna énekhangját kiszűrték, hogy úgy tűnjön mintha egy antik rádióból szólna. A dalban billentyűs hangszereket használnak. A dal arról szól, hogy Madonna kérdéseket tesz fel a szeretőjének, akit hamarosan elhagy.
A "Bye Bye Baby" vegyes értékelést kapott a zenekritikusoktól, akik dicsérték a dalt, és a szövegét, de csalódottak voltak Madconna énekhangja miatt. A dalt korlátozottan jelentették meg világszerte. Olaszországban a 7., míg Ausztráliában a 15. Új-Zélandon a 43. helyezést szerezte meg. Madonna a dalt előadta az 1993-as MTV Video Awardson, és ugyanebben az évben a Girlie Show világkörüli turnéján is. Mindkét előadáson viktoriánus úriembernek öltözött frakkban és cilinderben. Ő és háttérénekesei három szegényes öltözetű táncosnővel táncoltak egy bordély stílusú környezetben. A szerzők felfigyeltek a nemek közötti különbségekre, és szerepjátékra az előadás közben, mely szerintük a nőgyűlöleltre adott választ.

## Előzmények és remixek
A Micsoda csapat! forgatása után Madonna elkezdett dolgozni ötödik stúdióalbumán, az Eroticán Shep Pettibone-nal. Az énekesnő nem volt túl jó állapotban több sikertelen kapcsolat után, így a frusztrációját, depresszióját a zenéjén keresztül fejezte ki. Lucy O'Brien, a Madonna: Like an Icon szerzője szerint az albumon nem voltak "cukrozott" dalok, amelyek többsége Madonna érzelmeivel foglalkozott. Kisajátított egy domináns szermélyiséget, Ditát, és az album dalszövege, valamint a "Sex" című Madonna könyv képei tükrözték az énekesnő S&M gondolatait. A "Bye Bye Baby" egy ilyen dal volt, amely az erős érzelmekkel foglalkozik.
A "Bye Bye Baby" Ausztráliában 1993. november 15-én jelent meg A Girlie Show turnéjának Ausztrál koncertjével egyidőben. A dal kislemez megjelenését a Ricky Crespo által készített remixek tarkították. Némelyikük további ütemeket, és kürthangokat is tartalmaz az eredeti remmixben. Jose F. Promis (AllMusic) kijelentette, hogy az album verzió a legjobb, azonban a "Madonna's Night On the Club" remix örvénylő orgona hangokat, és gitáreffekteket is tartalmaz, az 1990-es évek house stílusához igazítva, mely a legérdekesebb a remixek közül.

## Felvétel és összetétel

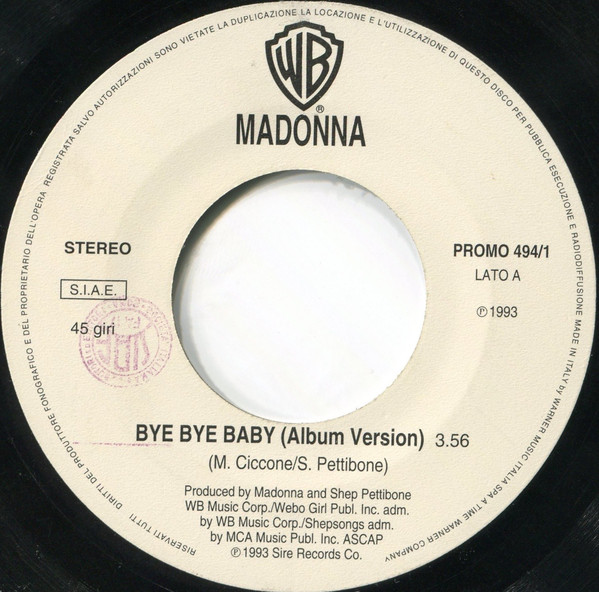
A "Bye Bye Baby" olasz promóciós kislemezkiadása

A "Bye Bye Baby" című dalt Shep Pettibone és Anthony Shimkin írta. A producer Pettibone és Madonna voltak. A dalt a New York állambeli Astoria Sound Workds Stúdióban vették fel, mely tartalmazott egy hangmintát LL Cool J "Jingling Baby" című 1990-ben megjelent dalából. Pettibone a dal zenei részével foglalkozott Shimkinnel együtt. Dennis Mitchell és Robin Hanckok voltak a felvételvezetők, míg George Karras a keveréssel foglalkozott. Ted Jensen készítette el a dal masteringjét Mark Goodmannel együtt. A háttérvokálban Niki Haris és Donna De Lory énekelt. A dalban Madonna és Pettibone a 40-es évek stílusát követte, melynek köszönhetően az ének olyan hangzást kelt, mintha egy antik rádióból szólna. Ennek érdekében Pultec HLF szűrőt használtak a felvételnél. Shimkin nyilatkozata szerint a dal énekhangja az első felvételből származik. Hozzátette, hogy a szűrt vokális effektust a felvétel során alkalmazták, és játszottak vele, miközben Madonna a mikrofon előtt énekelt.
A "Bye Bye Baby" egy hip-hop dance dal, mely a következő kijelentéssel kezdődik: "This is not a love song". A dalban halk basszus hallatszik az 1960-as évek magas billentyűhangjával szemben. Madonna hangja tompa, sokkal vékonyabban szólal meg a többi magas hanggal együtt. Időnként gitárhangokat lehet hallani, miközben a háttérben kiabáló hangok hallatszanak. A dal egy robbanás hangjával ér véget.  Madonna szűrt hangja úgy szól, mint egy üzenetrögzítő. Az utolsó sorban ez hallatszik: "You fucked it up" mely úgy hallatszik, mint egy gépi üzenetvégi hang. Az Alfred Publishing Inc. által kiadott kotta szerint a dal percenként 120 BPM ütemű, F-moll hangnemben komponált. Madonna hangja magas regiszterben F3-tól A4-ig terjed. A dal akkordmenete  G–B♭–G–D–G–Dm alapszekvenciájú.
A dalban Madonna kérdéseket tesz fel szeretőjének, akit hamarosan elhagy: "Does it make you feel good to see me cry? I think it does", (Jó érzés hogy sírni látsz? Szerintem igen) - erősíti meg. "I'd like to hurt you" szöveget Madonna előző "Erotica" című dalához hasonlították, ahol azt mondta: "Csak azokat bántom, akiket szeretek". Richard Harrington a The Washington Post munkatársa szerint Madonna szónikusan szűrt, távolságtartó és enyhén gúnyos hangon beszélt arról, hogy átveszi az irányítást, ahelyett, hogy bosszút állna egy uralkodó, elmejátékokat játszó partneren. Chris Willman a Los Angeles Timestől a dalt "elutasított dalnak" nevezte.

## Kritikák
A dal többnyire vegyes kritikákat kapott a zenekritikusoktól. Stephen Holden a The New York Times munkatársa a dalt "ravasznak, vagánynak" jellemezte. JD Considine a The Baltimore Sun munkatársa azt mondta: "Ez az amikor Madonna és társproducerei túllépnek egy határt a vártnál, ahogy a dal sűrű trükkös groove-jánál is [...]. Az album igazán "fűt", olyan hangzást biztosítva, amely a legjobb értelemben testtudatos. David Browne az Entertainment Weeklytől azt írta, hogy Madonna "őszinte" volt a dalban. Louis Virtel (The Backlot) felvette a dalt a "The 100 Greatest Madonna Songs" listájára, és a dalt "hip-hop csók kabaré" hangulattal jellemezte. Michael R. Smith a The Daily Vault munkatársa "dacos"-nak találta a dalt, és rájött, hogy Madonna Warren Beatty-vel és Sandra Bernhard komikussal való korábbi kapcsolataihoz írta a szöveget. 2018-ban a Billboard az énekesnő 60. legnagyobb kislemezének választotta a dalt.
Arion Berger a Rolling Stone-tól úgy gondolta, hogy Madonna "bedobta" szerelmét a dalba, dew úgy érezte, hogy az énekhangja "infantilis" és a hangzása "lapos". Hozzátéve, hogy az ének nem sikerült magabiztosnak, és olyan, mint egy drag queen, aki a múlt popslágereivel játszik. Rikky Rooksby a Tahe Complete Guide to the Music of Madonna szerzője azt mondta, hogy az  "agresszív" szövegek a dal végén, és a trágár szavak nem illettek az album erotikus hangulatához. O'Brien szerint Madonna énekhangja hűvös és minimális, lapos hangzású. Kritizálta a dal táncütemét is, amiért alig észrevehető, mintha Madonna nem koncentrálna teljesen, vagy nem lenne sok ereje a dalhoz. Madonna 60. születésnapja tiszteletére Jude Rogers a The Guardiantól az 55. helyre rangsorolta a dalt, és azt írta, hogy Madonna babaszerű 1940-es évekbeli énekhangja ingadozva szűrődik ki, de még mindig a bájtól recsegve.

## Slágerlistás helyezések
A "Bye Bye Baby" című dalt korlátozottan adták ki. Hivatalosan Ausztráliában, Németországban, és Japánban jelent meg. Azonban az olasz kislemezlistán a 7. helyre került, annak ellenére, hogy hivatalosan nem jelent meg kislemezen. Ez volt az 5. kislemez az Erotica albumról, mely TOP 10-es helyezés ért el. A dal a svájci kislemezlistán a 39. helyen debütált, majd három hét után a 28. helyen állt meg. 1993. december 5-én a dal a 31. helyen debütált a ausztrál kislemezlistán, majd a következő héten a 15. helyen érte el a csúcsot. 1994. február 6-án, nyolc hét után kiesett a listáról. A dal Új-Zélandon a 49. helyen indult 1993. november 25-én, azonban a következő helyen kiesett a listáról. 1994. január 23-án újra felkerült a listára, és a 43. helyig sikerült jutnia.

## Élő előadások

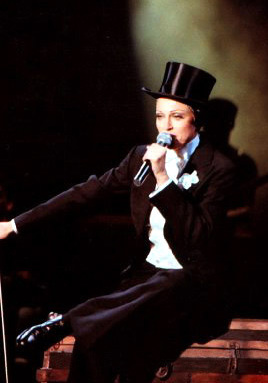
Madonna a viktoriánus "gentleman" a "Bye Bye Baby" előadása közben a The Girlie Show világturnén 1993-ban.

1993. szeptember 2.-án Madonna nyitotta az MTV Video Music díjátadót a "Bye Bye Baby" című dallal. A színpadon három szegényesen öltözött nővel lépett fel, egy bordély stílusú környezetben szmokingba, és cilinderbe öltözve szexuális koreográfiát előadva. Alex Magno koreográfus szerint szerette volna a Justify My Love, vagy a The Best Within koreográfiájához hasonló mozdulatokat előadni a színpadon, de úgy döntött, hogy túlságosan ellentmondásosak lehetnek az élő televíziós előadáson, és elvetette az ötletet. Így a dalt a The Girlie Show Turné koreográfiájával adták elő, mivel ez képviselte a turné mögött lévő egész ötletet. Louis Virtel a The Backlotból a 8. helyre sorolta a dalt a 11 Greatest VMA Moments listáján. A VMA díjátadón méltatta a dal Madonna általi feldolgozását, melyet "pokoli VMA előadásnak" nevezett, és olyan volt mint egy "gyilkos mozifilm".
A dalt a The Girlie Show turnén Madonna De Lory-val és Haris-szal együtt adták elő, akik viktoriánus úriembernek öltöztek, beleértve a cilindereket és a frakkot. Az egész csapat Marlene Dietrich színésznő előtt tisztelgett az 1930-as Morokko című amerikai romantikus drámafilmben, ahol botot cipelt a kezében. Ennek a szegmensnek a fő inspirációja az 1900-as évek showgirljei, és a kizárólag nőkből álló japán cross dressing táncegyüttes a Takarazuka Revue volt. Madonna egy cirkuszi ringmester hangját átalakítva bejelentette három sztriptíztáncosnő érkezését. Az előadáshoz a kislemezhez hasonló hangmódosítást alkalmaztak. A tánc három szék körül történt. A táncosok úgy csábították el Madonnát, és a háttérénekeseket, hogy hozzájuk dörgölőztek, szexuális pózokat mutattak be, és uralkodtak rajtuk, mielőtt újra átvették az irányítást. Az 1993. november 19-i Sydney Cricket Groundi Show felvétele 1994. április 26-án jelent meg VHS kazettán és Laserdiscen The Girlie Show: Live Down Under címen.

## Számlista és formátumok
| - Németország/Ausztrália CD single 1. "Bye Bye Baby" (album version) – 3:56 2. "Bye Bye Baby" (N.Y. Hip Hop Mix) – 3:51 3. "Bye Bye Baby" (California Hip Hop Jazzy) – 3:43 4. "Bye Bye Baby" (Madonna's Night On the Club) – 5:16 5. "Bye Bye Baby" (Rick Does Madonna's Dub) – 6:20 6. "Bye Bye Baby" (House Mix) – 3:50 7. "Bye Bye Baby" (Madonna Gets Hardcore) – 4:24 - Németország 7" / Ausztrál kazetta single 1. "Bye Bye Baby" (album version) – 3:56 2. "Bye Bye Baby" (N.Y. Hip Hop Mix) – 3:51 | - Németország 12" maxi-single 1. "Bye Bye Baby" (N.Y. Hip Hop Mix) – 3:51 2. "Bye Bye Baby" (Madonna's Night On the Club) – 5:16 3. "Bye Bye Baby" (Tallahassee Pop) – 3:48 4. "Bye Bye Baby" (Rick Does Madonna's Dub) – 6:20 - Japán 3" CD single 1. "Bye Bye Baby" (album version) – 3:56 2. "Rain" (radio remix) – 4:33 |

## Slágerlista
| Slágerlista (1993–1994)       | Legjobb helyezés |
| ----------------------------- | ---------------- |
| Ausztrália (ARIA)             | 15               |
| Olaszország (Musica e dischi) | 7                |
| Új-Zéland (Recorded Music NZ) | 43               |
| Svájc (Schweizer Hitparade)   | 28               |